# Tylostega tylostegalis
Tylostega tylostegalis is een vlinder uit de familie van de grasmotten (Crambidae), uit de onderfamilie van de Spilomelinae. De wetenschappelijke naam van deze soort is voor het eerst voorgesteld als Entephria tylostegalis door George Francis Hampson in een publicatie uit 1900.
De soort komt voor in West-China, het Russische Verre Oosten (Oblast Amoer), Taiwan en Japan.